# مذبحة إل أمبارو
مذبحة إل أمبارو كانت مذبحة راح ضحيتها 14 صيادًا بالقرب من قرية إل أمبارو في ولاية أبوري بغرب فنزويلا في 29 أكتوبر 1988.

## التحقيق
زعمت وحدة الشرطة العسكرية المشتركة أن الصيادين الذين ليس لديهم سجلات للشرطة ولم يكونوا معروفين لأي من المخابرات العسكرية الفنزويلية أو الكولومبية، كانوا مجموعة من رجال العصابات الذين هاجموهم بالبنادق والقنابل اليدوية من 15 إلى 20 دقيقة. تبادل لإطلاق النار على مسافة من 20 إلى 30 متر. ولم تتسبب الوحدة في وقوع إصابات، وأبلغ مخبر من الوحدة المحققين أن الأسلحة التي تم العثور عليها بين جثث الصيادين كانت مزروعة. وجد تشريح جثة أجراه مسؤولون كولومبيون على ضحية فنزويلية أنه أصيب برصاصة في ظهره، وتحطمت جمجمته بضربات شديدة، وتشوه وجهه بالحامض. وبعد شهر أجرى مسؤولون فنزويليون عمليات تشريح أخرى مع نتائج مماثلة، تم حجب التقرير لكن الشهود أفادوا بالنتائج.
اختتمت قضية رفعت إلى محكمة البلدان الأمريكية لحقوق الإنسان في عام 1996، حيث أمرت لجنة البلدان الأمريكية لحقوق الإنسان فنزويلا بدفع أكثر من 700.000 دولار كتعويضات للضحايا من الأقارب والناجين.

## الثقافة الشعبية
يصور فيلم إل أمبارو لعام 2016 اثنين من الناجين من المجزرة، والذين يتعين عليهم مواجهة ضغوط اتهامهم بارتكاب حرب العصابات والانتقام.